# مخروط محدب
با توجه به مفاهیم جبر خطی، مخروط محدب را زیر مجموعه‌ای از فضای برداری تعریف شده روی یک میدان مشخص می‌نامند که نسبت به ترکیب خطی ضرایب غیر منفی بسته باشند.

یک مخروط محدب (آبی روشن).

## تعریف
زیر مجموعه C از فضای برداری V را مخروط (مخروط خطی) می‌نامند، اگر به ازای هر x عضوی مجموعهٔ C و مقدار اسکالر غیر منفی a، حاصلضرب a x نیز عضو مجموعهٔ C باشد.
به عبارت دیگر برای هر x عضو مجموعه C و a ≥ ۰، بتوان اثبات نمود که ax هم عضوی از مجموعه C می‌باشد. پس در حالت کلی می‌توان گفت که هر زیر فضای برداری نیز یک مخروط محدب است.
مخروط C را مخروط محدب می‌نامند، هرگاه به ازای مقادیر اسکالر غیر منفی a و b و برای هر x و y عضو C، ترکیب خطی ax + by نیز عضو مجموعهٔ C باشد.
اگر C یک مخروط محدب باشد و x عضوی از این مجموعهٔ محدب باشد، آنگاه به ازای هر مقدار اسکالر غیر منفی a و با توجه به تعریف فوق برای مخروط محدب، a x = (a/2) x + (a/2) x نیز عضوی از مجموعهٔ C است و این بدین معناست که مخروط محدب حالت خاصی از مخروط خطی است.

## مثال‌های مهم

### خط عبور کننده از مبدأ
با توجه به مفهومی که برای مخروط محدب ارائه شد، به سادگی می‌توان اثبات نمود که هر خط عبور کننده از مبدأ مختصات نیز یک مخروط محدب است.

### نیم فضا
با استفاده از تعریف ابرصفحه می‌توان تعریفی برای نیم فضا ارائه نمود. مجموعهٔ {\displaystyle \{x\in V\mid f(x)=c\}} مشخص کنندهٔ یک ابر صفحه در فضای برداری V است.
هر ابر صفحه، فضای برداری را به دو نیم فضا تقسیم می‌کند که نیم فضای بسته به صورت {\displaystyle \{x\in V\mid f(x)\leq c\}} یا {\displaystyle \{x\in V\mid f(x)\geq c\}} ، که f بیانگر یک تابع خطی است، تعریف می‌شود. به طور مشابه اگر برای تعریف نیم فضا از نامساوی اکید استفاده شود، آنگاه تعریفی برای نیم فضای باز ارائه شده است.
نیم فضا (باز یا بسته) مثالی از یک مجموعهٔ مخروط محدب است.

### مخروط دوگان
زیر مجموعهٔ C از فضای برداری V را در نظر می‌گیریم. مخروط دوگان C را به صورت زیر تعریف می‌شود:
{\displaystyle C^{*}=\{v\in V\;:\;\forall w\in C,\langle w,v\rangle \geq 0\},}
مخروط دوگان مجموعهٔ C همواره مخروط محدب است و این موضوع مستقل از تحدب C می‌باشد.